# Saint-Hymetière
Saint-Hymetière è un comune francese di 77 abitanti situato nel dipartimento del Giura nella regione della Borgogna-Franca Contea.

## Società

### Evoluzione demografica
Abitanti censiti